# スライドアドベンチャー マグキッド
『スライドアドベンチャー マグキッド』は、任天堂が発売したニンテンドーDS用ゲームソフトである。2007年8月2日発売。同梱されている専用の周辺機器である「スライドコントローラ」をGBAスロットに装着して操作を行うため、GBAスロットが存在しないニンテンドーDSi（LL含む）及びニンテンドー3DSでは遊ぶことはできない。

## 概要
スライドコントローラを使ったアクションゲーム。DS本体を机の上などでスライドさせて遊ぶ。落雷が直撃した影響で意志を持った「マグキッド」を操作し、磁石の力を使って冒険をする。